# 有限群
数学および抽象代数学において、有限群(ゆうげんぐん、英: finite group)とは台となっている集合 G が有限個の元しか持たない群のことである。20世紀の間数学者は、特に有限群の局所解析や、可解群や冪零群の理論などといった、有限群の理論のさまざまな面を深く研究していた。全ての有限群の構造の完全な決定は余りに遠大な目標だった: あり得る構造の数はすぐに圧倒的に大きくなった。しかし、単純群の完全な分類という目標は達成された。つまり任意の有限群の「組み立て部品」は現在では完全に知られている（任意の有限群は組成列を持つ）。
20世紀の後半には、シュヴァレーやシュタインベルクといった数学者によって古典群や関連する群の有限類似の理解が深まった。それらの群の族の一つには有限体上の一般線型群がある。
有限群は、ある数学的・物理的対象の構造を保つ変換が有限個しかない場合に、その対象の対称性を考えるときに出て来る群である。他方で、"連続的対称性"を扱っているようにもみなせるリー群の理論は、関連するワイル群の影響を強く受ける。有限次ユークリッド空間に作用する鏡映によって生成される有限群も存在する。それゆえ、有限群の特性は、理論物理学や化学などの分野で役目を持つ。

## 有限群の例

### 置換群
対称群 {\displaystyle S_{N}} は、N個の文字の置換全ての集合を表す。 この様な置換はN!個存在するので、N!が対称群の位数である。ケーリーの定理によれば、任意の有限群は適当なNについて対称群{\displaystyle S_{N}}の部分群として実現できる。交代群は、偶置換のみを集めた部分群であり、{\displaystyle A_{N}}と表記される。

### 巡回群
巡回群{\displaystyle Z_{N}}は、任意の元がある特定の元aのべき乗であり、{\displaystyle a^{n}=a^{0}=e}(eは単位元)が成り立っているような群である。巡回群の典型的な例は1の冪根の群である。aを1の原始冪根に対応させる写像は{\displaystyle Z_{N}}と1の冪根の群の間の同型写像である。この対応関係は任意の巡回群に対して成り立つ。

## 主要な定理

### ラグランジュの定理
任意の有限群G に対して、G の任意の部分群 H の位数(元の個数)は Gの位数を割り切る。この定理はジョゼフ＝ルイ・ラグランジュにちなんで名付けられた。  

### シローの定理
この定理はラグランジュの定理の部分的な逆であり、Gの部分群の中に与えられた位数の部分群が何個存在するかについての情報を与える。

## 与えられた位数を持つ群の個数
ある正の整数nが与えられたとき、位数 n の群が(同型なものを1つと数えて)何個存在するかを決定するのに決まったやり方は存在しない。位数が素数 p である群は巡回群である:これはラグランジュの定理からわかるように、単位元でない任意の元は位数が p であるので、それによって生成される巡回群はそれ自身に一致するためである。
n が素数の2乗である場合には、位数 n の群は同型を除いてちょうど2種類存在するが、どちらもアーベル群である。n が素数の高い冪の場合は、ヒグマンやチャールズ・シムズが位数 n の群の(同型を除いた)個数について、漸近的に正しい概算をしている。冪が高くなるにつれて個数は爆発的に増加する。
例えばシローの定理などの結果から、位数 n の群の構造には n の素因数分解に依存してある制限が加わる。例えば素数 p , q に対して、 q < p かつ p − 1 が q で割り切れない場合は、位数 pq の群は必ず巡回群となる。必要十分条件については巡回数 (群論)を参照されたい。 
n に平方因子が存在しない場合、位数 n の群はすべて可解である。群の指標理論を用いて証明されたウィリアム・バーンサイドの定理によれば、n が2個以下の素因数でのみ割り切れるのであれば、位数 n の群はすべて可解である。 ファイト-トンプソンの定理という、証明が長く複雑な定理によると、n が奇数ならば位数 n の群は可解である。
任意の正の整数 n について、位数 n の群のほとんどは可解群である。特定の位数 n についてこの事実を確認することはそれほど困難なことではない(例えば位数60の群には、同型を除いて非可解なものが1個、可解なものが12個存在する)。しかし、任意の位数 n についてこの事実を証明するには有限単純群の分類を要する。任意の正の整数 n に対して位数 n の単純群は最大でも2種類しか存在せず、位数 n の同型でない単純群が2種類存在するような正の整数 n は無限に存在する。

### 位数nの異なる群の個数の表
| 位数 n | 個数 | アーベル群 | 非アーベル群 |
| ------ | ---- | ---------- | ------------ |
| 1      | 1    | 1          | 0            |
| 2      | 1    | 1          | 0            |
| 3      | 1    | 1          | 0            |
| 4      | 2    | 2          | 0            |
| 5      | 1    | 1          | 0            |
| 6      | 2    | 1          | 1            |
| 7      | 1    | 1          | 0            |
| 8      | 5    | 3          | 2            |
| 9      | 2    | 2          | 0            |
| 10     | 2    | 1          | 1            |
| 11     | 1    | 1          | 0            |
| 12     | 5    | 2          | 3            |
| 13     | 1    | 1          | 0            |
| 14     | 2    | 1          | 1            |
| 15     | 1    | 1          | 0            |
| 16     | 14   | 5          | 9            |
| 17     | 1    | 1          | 0            |
| 18     | 5    | 2          | 3            |
| 19     | 1    | 1          | 0            |
| 20     | 5    | 2          | 3            |
| 21     | 2    | 1          | 1            |
| 22     | 2    | 1          | 1            |
| 23     | 1    | 1          | 0            |
| 24     | 15   | 3          | 12           |
| 25     | 2    | 2          | 0            |

## 注記
1. ↑  John F. Humphreys, A Course in Group Theory, Oxford University Press, 1996, pp. 238-242.